# ۳۰ خرداد
۳۰ خرداد نود و دومین روز سال در گاه‌شماری خورشیدی است. به پایان سال ۲۷۳ روز (۲۷۴ روز در سال کبیسه) باقی‌است.

## رویدادها
- ۱۳۶۰ - تظاهرات ۳۰ خرداد ۱۳۶۰
- ۱۳۷۳ - بمب‌گذاری در حرم امام رضا
- ۱۳۸۸ - تظاهرات ۳۰ خرداد ۱۳۸۸ معترضان به نتیجه انتخابات ریاست‌جمهوری در ایران
- ۱۳۸۸ - بمب‌گذاری در آرامگاه روح‌الله خمینی
- ۱۳۹۷ - رقابت ۳۰ خرداد ۱۳۹۷ تیم ملی فوتبال ایران با تیم ملی فوتبال اسپانیا در جام جهانی فوتبال  ۲۰۱۸
- ۱۳۹۸ - سرنگونی پهپاد آمریکایی توسط ایران
- ۱۴۰۰ - سوپر جام فوتبال ایران ۱۳۹۹
- ۱۴۰۲ - حمله پلیس آلبانی به کمپ تیرانا
- ۱۴۰۲ - رقابت ۳۰ خرداد ۱۴۰۲ تیم ملی فوتبال ایران با تیم ملی فوتبال ازبکستان در مسابقات قهرمانی فوتبال آسیای مرکزی ۲۰۲۳

## زادروزها
- ۱۲۸۴ - امین‌الله حسین، آهنگساز
- ۱۳۲۱ - خسرو معتضد، مورخ[۱]
- ۱۳۲۶ - شیرین عبادی، حقوق‌دان
- ۱۳۳۴ - ناصر رزازی، شاعر و نویسنده
- ۱۳۵۹ - آزیتا ترکاشوند، بازیگر
- ۱۳۶۱ - یاسر بختیاری، خواننده
- ۱۳۶۱ - مصطفی زمانی، بازیگر
- ۱۳۶۶ - ندا قاسمی، بازیگر و صداپیشه

## درگذشتگان
- ۱۱۲۶ - نادرشاه، نخستین شاه ایران از شاهنشاهی افشاری
- ۱۳۸۸ - ندا آقاسلطان، از کشته‌شدگان اعتراضات به نتیجه انتخابات دهم ریاست‌جمهوری ایران
- ۱۳۸۸ - اشکان سهرابی، از کشته‌شدگان اعتراضات به نتیجه انتخابات دهم ریاست‌جمهوری ایران
- ۱۳۸۸ - حمید حسین‌بیگ عراقی، از کشته‌شدگان اعتراضات به نتیجه انتخابات دهم ریاست‌جمهوری ایران
- ۱۳۸۸ - فاطمه سمسارپور، از کشته‌شدگان اعتراضات به نتیجه انتخابات دهم ریاست‌جمهوری ایران
- ۱۳۸۸ - بهزاد مهاجر، از کشته‌شدگان اعتراضات به نتیجه انتخابات دهم ریاست‌جمهوری ایران
- ۱۳۸۸ - مسعود هاشم‌زاده، از کشته‌شدگان اعتراضات به نتیجه انتخابات دهم ریاست‌جمهوری ایران
- ۱۳۸۸ - محمدحسین فیض، از کشته‌شدگان اعتراضات به نتیجه انتخابات دهم ریاست‌جمهوری ایران
- ۱۳۸۹ - عبدالمالک ریگی، از رهبران جندالله
- ۱۳۹۹ - غلامرضا منصوری، قاضی دادسرای فرهنگ و رسانه
- ۱۳۹۹ - البرز زارعی، کوهنورد
- ۱۴۰۱ - محمدعلی کریم‌خانی، خواننده
- ۱۴۰۲ - عبدالرضا ترابی، نماینده حوزه انتخابیه گرمسار در دوره هشتم مجلس شورای اسلامی
- ۱۴۰۳ - توران شهریاری، شاعر